# Tunkhannock Viaduct
Das Tunkhannock Viaduct (auch Tunkhannock Creek Viaduct oder Nicholson Bridge)  neben der kleinen Ortschaft Nicholson, Wyoming County, Pennsylvania, USA, ist das größte der Eisenbahnviadukte, das die Delaware, Lackawanna and Western Railroad im Rahmen des Baus des Nicholson Cut-Off in den Jahren 1912 bis 1915 errichten ließ. Es überquert den Tunkhannock Creek, einen kleinen Nebenarm des Susquehanna River, sowie die State Road 92.

## Geschichte
Die Delaware, Lackawanna and Western Railroad (DL&W) war im Zuge der Erschließung der Anthrazitkohlevorkommen in den nordöstlichen Appalachen, u. a. im Lackawanna County, entstanden. Ihr Netz erstreckte sich von New York City bis Buffalo am Eriesee und Oswego am Ontariosee. In den Jahren 1908 bis 1911 ließ sie zunächst den Lackawanna Cut-Off bauen, eine Abkürzung mit möglichst geraden Strecken, geringen Steigungen und ohne höhengleiche Bahnübergänge, mit der die Geschwindigkeit der Züge erhöht, die Fahrzeiten verkürzt und die Gewinne der Gesellschaft gesteigert werden konnten. Diese Streckenführung erforderte neben langen Dämmen und Geländeeinschnitten auch große Viadukte, wie das Paulinskill Viaduct und das Delaware River Viaduct. Im Rahmen einer 1912 bis 1915 gebauten weiteren Abkürzung, dem Nicholson Cut-Off zwischen Scranton und Binghamton, entstand das noch größere Tunkhannock Viaduct. Diese drei Viadukte gehörten zu den ersten großen Stahlbetonbrücken und lösten sich untereinander als die jeweils größten Stahlbetonbrücken der Welt ab.

## Beschreibung
Das Viadukt wurde ursprünglich für den zweigleisigen Verkehr ausgelegt, wird gegenwärtig aber nur eingleisig benutzt. Es wurde nach den Plänen von Abraham Burton Cohen, dem leitenden Bauingenieur der DL&W, vollständig aus Stahlbeton errichtet. Die Bogenbrücke ist insgesamt 724 m (2375 ft) lang und 10,4 m (34 ft) breit. Die Züge verkehren in einer Höhe von 73 m (240 ft) über dem Flussbett. Die zehn Öffnungen des Viadukts haben Spannweiten von 54,8 m (180 ft). Sie bestehen jeweils aus zwei parallelen Rundbögen, deren Stärke zu den Kämpfern hin zunimmt, da ihre Laibungen aus Halbkreisen mit einem Radius von 90 ft, die Bogenschultern aber aus Halbkreisen mit einem Radius von 111 ft und mit einem 13 ft tiefer liegenden Mittelpunkt gebildet werden. Der Fahrbahnträger ist mit jeweils acht schlanken Bögen auf den großen Rundbögen aufgeständert. Die 8,5 m (28 ft) breiten, sich nach oben auf 6,2 m (20 ft 5 inches) verjüngenden Pfeiler stehen auf Fundamenten, die bis auf den gewachsenen Fels hinabreichen, der teilweise erst 42 m (138 ft) unter der Oberfläche angetroffen wurde. Dies führte dazu, dass fast die Hälfte des verbauten Betons für die Fundamente benutzt wurde.
Das Tunkhannock Viaduct wurde 1975 von der American Society of Civil Engineers in die List of National Historic Civil Engineering Landmarks aufgenommen und 1977 vom National Register of Historic Places als historisches Denkmal registriert.

## Gegenwärtige Nutzung
Das Tunkhannock Viaduct wird von den Güterzügen der Norfolk Southern Railway und gelegentlichen Museumszügen der Steamtown National Historic Site benutzt. Zum hundertsten Geburtstag der Brücke ließ die Norfolk Southern einen Museumszug mit einer Class J 611 Dampflokomotive aus dem Virginia Museum of Transportation in Roanoke über die Brücke fahren.